# 타케우치 아카리
타케우치 아카리(일본어: 竹内朱莉 다케우치 아카리[*], 1997년 11월 23일 ~ )는 일본의 여성 아이돌 그룹 전 안주루무의 리더. 연예사무소 J.P ROOM(업프런트 그룹) 소속. 사촌 큐트 리더 야지마 마이미. 친한선배 Berryz코보 츠구나가 모모코. 친구 모닝구무스메 후쿠무라 미즈키

## 약력
2008년
- 6월 22일, 아카사카 BLITZ로 개최된「2008 헬로! 프로젝트 신인 공연 6월 ~아카사카 HOP!~」에서 후쿠무라 미즈키, 카네코 리에와 함께 하로프로에그에 가입한 일이 발표되었다.

2009년
- 6월 7일 ~ 14일, 미야모토 카린과 함께 아역으로서 무대「인사로 트레이닝!」에 출연하였다.
- 7월 15일에 발매되는「チャンプル①〜ハッピーマリッジソングカバー集〜」로 신미니모니。멤버로 선택되었다.

2011년
- 8월 14일,「Hello! Project 2011 SUMMER ~일본의 미래는 WOW WOW 라이브~」에서, 스마이레지의 서브멤버에게 선출되었던 것이 발표되었다[1].
- 10월 16일,「タチアガール」발매기념 이벤트내에서 스마이레지의 정식 멤버 승격이 발표되었다.

2015년
- 11월 29일, 일본 무도관에서 나카니시 카나와 함께 안주루무의 초기 서브리더에 취임하는 것이 발표되었다.

2019년
- 5월 25일, 동년 6월 19일부터 2대 리더에 취임하는 것이 발표되었다.

2022년
- 12월 20일, 2023년 봄 투어를 기해 안주루무 및 헬로! 프로젝트를 졸업하는 것을 발표[2].

2023년
- 6월 21일, 요코하마 아레나에서 행해진「ANGERME CONCERT 2023 BIG LOVE 타케우치 아카리 FINAL LIVE「안주루무에서 사랑을 담아」」을 마지막으로 안주루무 및 헬로! 프로젝트를 졸업.
- 7월 14일, M-line club에 가입.

## 작품

### 싱글
1. 愛だろ、やっぱ!／泣いてOVER (2024년 12월 25일)

### DVD
- Take in spring (2013년 3월 30일) - e-LineUP! 한정 판매

## 출연

### 라디오
- 60TRY부 (2015년 12월 1일 ~ , RF라디오닛폰) - 키시모토 유메노와 함께 격주 담당(2020년 1월 7일 ~ ).

### 콘서트
- 2008 헬로! 프로젝트 신인 공연 6월 ~아카사카 HOP!~ (2008년 6월 22일, 아카사카 BLITZ）
- 2008 헬로! 프로젝트 신인 공연 9월 ~시바공원 STEP~ (2008년 9월 23일, 메르파르크 홀)
- 2008 헬로! 프로젝트 신인 공연 11월 ~요코하마 JUMP!~ (2008년 11월 24일, 요코하마 BLITZ)
- 2009 헬로! 프로젝트 신인 공연 4월 ~요코하마 HOP!~ (2009년 4월 4일 ~ 5일, 요코하마 BLITZ)
- 2009 헬로! 프로젝트 신인 공연 9월 ~요코하마 JUMP!~ (2009년 9월 23일, 요코하마 BLITZ)
- 2009 헬로! 프로젝트 신인 공연 11월 ~요코하마 FIRE!~ (2009년 11월 23일, 요코하마 BLITZ)
- 2010년 하로프로에그 노리멘 LIVE 2월 (2010년 2월 28일, 야마노 홀)
- 2010 헬로! 프로젝트 신인 공연 3월 ~요코하마 GOLD!~ (2010년 3월 27일, 요코하마 BLITZ)
- 2010 헬로! 프로젝트 신인 공연 6월 ~요코하마 HOP!~ (2010년 6월 5일, 요코하마 BLITZ)
- 2010 헬로! 프로젝트 신인 공연 9월 ~요코하마 STEP!~ (2010년 9월 5일, 요코하마 BLITZ)
- 2010 헬로! 프로젝트 신인 공연 11월 ~요코하마 JUMP!~ (2010년 11월 28일, 요코하마 BLITZ)
- 하로프로에그 2011 발표회 ~9월의 생 계란 Show!~ (2011년 9월 11일, 요코하마 BLITZ)
- M-line Special 2021 ~Make a Wish!~ (2021년 9월 11일, 에도가와 구 종합 문화 센터 대 홀, 2회 공연) - 게스트로서 출연.
- M-line Special 2022 ~My Wish~ (2022년 4월 9일, KT Zepp 요코하마, 2회 공연) - 게스트로서 출연.
- M-line Special 2023 ~Magical Wish~ (2023년 9월 23일, 센다이 GIGS, 2회 공연 · 24일, 고리야마 Hip Shot Japan, 2회 공연 · 10월 22일, OSAKA MUSE, 2회 공연 · 27일, 메구로 퍼시몬 홀, 1회 공연 · 12월 2일, 카시와 PALOOZA, 2회 공연)
- M-line Special 2024 ~Many well wishes~ (2024년 3월 24일, 메구로 퍼시몬 홀, 2회 공연 · 4월 6일, 아오모리 Quarter, 2회 공연 · 7일, 고리야마 Hip Shot Japan, 2회 공연 · 5월 26일, 요코하마 Bay Hall, 2회 공연 · 8월 17일, 메구로 퍼시몬 홀, 2회 공연)
- M-line Special 2024 Autumn ~brand new~ (2024년 9월 7일, 신주쿠 ReNY, 2회 공연 · 21일, 요코하마 Bay Hall, 2회 공연 · 22일, 나고야 Electric Lady Land, 2회 공연 · 29일, 삿포로 PENNY LANE 24, 2회 공연 · 10월 26일, 나고야 JAMMIN, 2회 공연 · 11월 2일, 히로시마 LIVE VANQUISH, 2회 공연 · 4일, Takara Osaka, 2회 공연 · 9일, 센다이 darwin, 2회 공연 · 12월 1일, 기후 club-G, 2회 공연 · 21일, 후쿠오카 DRUM LOGOS, 2회 공연 · 22일, 사가 GEILS, 2회 공연 · 28일, 요코하마 ReNY beta, 2회 공연)
- M-line Special 2024 Autumn ~brand new "more"~ (2024년 12월 7일, 메구로 퍼시몬 홀, 2회 공연)
- 이시카와현 가가시×OCHA NORMA 지역 활성화 콘서트 나루치카 OCHA NORM 2025 OCHA NORMA in 가가 (2025년 4월 20일, 가가시 문화회관) - 스페셜 게스트로서 출연.
- 메론키넨비'25 라이브 투어 ~숙멜론~ (2025년 8월 9일, 신주쿠 ReNY, 2회 공연 · 17일, NIIGATA LOTS, 2회 공연 · 24일, 우메다 BANGBOO, 2회 공연) - 게스트로서 출연.

### 무대
- 2009년 가을계에그 연수 발표회 ~여배우 선언~ (2009년 10월 8일 · 12일, 이케부쿠로 씨어터 그린)
- 인사로 트레이닝! (2009년 6월 7일 ~ 14일, 르 씨어터 긴자) 이마쿠마 유우나 역
- 2010년 가을계에그 연수 발표회 ~여배우 선언~ (2010년 10월 2일 ~ 3일, 시사 통신 홀)
- 공간젤리 vol.12 지금이 언젠가가 되기 전에 (2010년 10월 30일 ~ 11월 7일, 이케부쿠로 씨어터 그린 BIG TREE THEATER) - 카와카미 사라 역

### 이벤트
- 하로프로에그 딜리버리 스테이션 in 여름 Sacas'09 (2009년 8월 14일, 아카사카 사카스)
- 하로프로에그 팬클럽 한정 이벤트 (2011년 6월 22일, 퍼시픽헤븐)
- 「One Love Life Live」음악&코메디 라이브 (2011년 5월 3일 ~ 5일, 후지TV 1층 광장 특설 스테이지)
- 하로프로에그 시오도메 AX 이벤트 (2011년 6월 19일, 시오도메 AX)
- 하로프로에그 하기휴가 전 스페셜! ~신인씨!?, 계세요!~ (2011년 7월 13일 ~ 14일, 퍼시픽헤븐)
- 시오하쿠「시오도메☆아이돌 카니발! 2011 in SHIODOME-AX」하로프로에그 신멘을 맞이해 하기휴가 중 데라 AX! (2011년 8월 11일 · 18일, 시오도메 AX)

### 영화
- 호시즈나의 섬후 좋음천사 ~머메이드 스마일~ (2010년 6월 19일)

### 그 외
- 포케모니 무비 오늘은 무슨일? 에그의 날! (2008년, 부정기 출연, 휴대 사이트)

## 서적

### 서진집
- 人生墨まみれ (2023년 7월 13일, 이마기카 인포스)

### 사진집
- 안주루무 사진집「roundabout」(2023년 5월 25일, 오딧세이 출판) ISBN 978-4-8470-8490-4

## 소속 유닛
- 신미니모니。(2009년 ~ 2023년)
- 안주루무 (2011년 ~ 2023년)
- 하베스트 (2012년 ~ 2023년)

## 같이 보기
- 헬로! 프로젝트
- 하로프로 연수생 (구.하로프로에그)